# Монастырь Аракелоц
Монастырь Аракелоц (арм. Առաքելոց վանք) — монастырь в 3 км от села Киранц Тавушского района Армении. Главная церковь монастыря построена в XIII веке, а маленькая церковь — в XIV веке.

## История
В Агстевской долине расположено много разрушенных сёл и посёлков. Они относятся к разным периодам истории. Одним из таких крупных пунктов является апостольский монастырь и село, с его многочисленными заботливыми и светскими постройками. Они расположены в 3 км к западу от села Киранц (Геташен), на склонах покрытых лесом гор. В средние века это ущелье и горные склоны были густо заселены. Это подтверждается многочисленными остатками ряда поселений, памятников архитектуры, мостов, караван-сараев и других сооружений. Этот район провинции Кайенна, с его удобным географическим положением, был уникальными воротами для торговых путей соседних стран, Грузии и Агванка, через которые эти страны были связаны с центральной Арменией, с экономическими, политическими и культурными центрами. Библиографические записи об этих знаменитых поселениях и памятниках архитектуры не сохранились. Единственными свидетелями их исторической жизни являются фигуративные надписи. На огороженной территории монастыря-крепости сохранился ряд памятников.
В окрестностях монастыря сохранился ряд построек, свидетельствующих о том, что здесь в XII—XIII вв. существовало оживлённое поселение. Сохранившийся мост Сраноц, караван-сарай (XIII век) и таможня доказывают, что это поселение в прошлом было деревней, основанной на оживлённой транспортной развязке. Это подтверждается тем, что в 2 км к востоку от монастыря Аракелоц раскинулись по обоим берегам реки Киранц развалины старинного села Куне, с сохранившимися до сих пор церквами, большим кладбищем вокруг них XIV—XVII вв. с надгробиями и хачкарами. В селе Хин Куне сохранилось пять церковных зданий (2 стоят и от 3-х остались только стены). Сохранились также развалины многочисленных бань. По преданию здешние сохранившиеся церкви были построены супружескими парами меликом Шахназаром и Хан-заде, а также Аветисом и Млкан. Недалеко от селения Аракелоц есть кладбища: одно возле церкви Аствацацин, другое — в 50 метрах к востоку от неё, на правом берегу реки Киранц. Сохранились надгробия и многочисленные скульптурные хачкары.

## Архитектура
Комплекс состоит из двух церквей, малая относится к типу однонефной базилики, а большая — к купольно-зальному типу. Примерно на 80 метров ниже расположен караван-сарай. Хндзорутская небольшая церковь расположена в двух километрах к северо-востоку.

### Главная церковь
Главная церковь монастыря построена на северо-западной оконечности монастырского комплекса. Это небольшое купольное сооружение прямоугольной планировки, снаружи облицованное молочно-жёлтыми полированными камнями, а внутри стены оштукатурены известковым раствором, на котором местами сохранились фрагменты фресок. Внешние размеры составляют 10,25м х 7,45 м. Церковь имеет высокий барабан с остроконечным куполом. Строение имеет шесть небольших окон, четыре из них — на купольной части на четырёх главных фасадах, одно расположено посередине южной стены церкви, шестое находится на фасаде апсиды, с востока. Внутри, с восточной стороны, находится большая глубокая апсида. Сцена высокая, лестница с юга, на три ступеньки. Примерно в 0,5 м от края апсиды купольные арки опираются на столбы, примыкающие к северным и южным стенам. Церковь не имеет собственной стены с севера, вместо неё используется крепостная стена. Единственный вход открывается с запада, внутрь построенной позже часовни.
Одной из главных конструктивных особенностей церкви является односкатная крыша. Северная сторона свода поднята искусственным образом, будучи прикреплённым к забору, откуда начинается постепенный скат крыши к краю южной стены. Это обстоятельство заметно снизу, с восточного фасада церкви. Одной из причин искоренения северного свода является то, что дождевая вода просачивалась бы в ограду церкви, если бы была построена двойная крыша.
Церковь в удовлетворительном состоянии, но из-за землетрясения в восточной, южной и западной стенах, а также над входом появились трещины.

#### Часовня
Часовня монастыря является одним из важнейших памятников средневековой армянской архитектуры. Это простое квадратное здание среднего размера рядом с западной стеной церкви. Размеры 10,4 метра х 9,5 метра. Она построена из молочно-жёлтых и голубых полированных камней. В ней нет колонн. Крышу окружают пересекающиеся арки, основания которых стоят на столбах и полустолбах, примыкающих к стенам, расположенных в следующем порядке: к западной стене пристроена пара столбов, к южной — пара полустолпов, а к двум другим стенам — два калойнака, один из которых находится справа от входа в церковь.
Часовня известна своей рогаткой. Углы центрального квадратного проёма над пересекающимися арками срезаны уложенными на них крупными плитами толщиной 20 см. Образовавшиеся углы в свою очередь разрезаются следующим рядом пластин и таким образом отверстие постепенно сужается и поднимается вверх. Помимо крыльца, часовня освещается большим, среднего размера, низкостенным пологим окном на западной стене, которое выходит на село, лежащее на склоне холма перед ним.
Вход в колокольню открывается с восточной половины южной стены в притвор, устроенный перед этой дверью. Колокольня имеет только одну собственную стену: небольшой участок юго-восточной стены.
На полуарочной стене над южной дверью в часовню чеканщиком Степаном выгравирована дарственная надпись, в которой упоминается имя Григора Хаченисенца:

1. Ի ԹՎ. ԿՆԻՍ...
2. ԿԱՄՒ ԲԱՐԵՐԱՐԻՆ ԱՅ ՈՒ ՈՂՈՐՄՈՒԹԲ ԱԹԱ-
3. ԲԱԿ ՈՒ ԱՄԻՐՍՊԱՍԱԼԱՐ ԽՈՒԹԼՈՒԲՈՒՂԻՆ ԵՍ ԳՐԻԳՈՐ ԹՈՌՆ Խ(Ա)Չ-ԷՆ-
4. ԻՍԵԱՆՑ ՄԻԱԲԱՆԵՑԱ ՍԲ ԱՌԱՔԵԼՈՑՍ ԻՄ ՀԱԼԱԼ ԱՐԴԵ(Ա)Մ(Բ)Է ԵՒ ԲՆԱԿԻՉՔ
5. ՈՒԽՏԻՍ ԵՏՈՒՆ Բ ՊԱՏԱՐԱԳ Ի ՏԱՒՆԻ ՍԲ ԳՐԻԳՈՐԻ ԳԻՒՏ ՆՇԽԱՐԱՑՆ ԿԱՏ-
6. ԱՐԻՉՔՆ ԱՒՐՀՆԻՆ ՅԱՅ ԵՒ ԽԱՓԱՆՈՂՔՆ ԴԱՏԻՆ Ի ՏԷ ՍՏԵՓ[ԱՆ] ԳԾ[ՈՂ]

#### Крытый внешний зал
Зал представляет собой небольшое квадратное сооружение с неравными сторонами, построенное перед входом в часовню. Сейчас он в разрушенном состоянии, раньше был арочным, сводчатым и имел столб в юго-восточном углу, на котором держались ножки арок. Западная стена полностью закрыта широкой арочной нишей.
На основании западной арки вестибюля имеется надпись:

1. ՅՈՒՍՈՎՆ ԱՅ ՏԻԿԻՆՍ
2. [ՄԻ]ԱԲԱՆԵՑԱ Ի ՍԲ ԱՌԱ-
3. [Ք]ԵԼՍ ԵՒ ՄԻԱԲԱՆՔՍ ԵՏՈՒ-
4. Ն :Ա: ԺԱՄ Ի ՏԱՒՆԻ ՀՌԵՄ-
5. ՍԻՄԷ ԽԱՓԱՆԻՉՔՆ ԴԱՏԻՆ

Под предыдущей надписью также есть ещё одна отдельная надпись:

1. ԿԱՄԱՒ ԱՅ Ե-
2. Ս ՄԱՐԷՄՏՈՒՐ։ ՄԻԱԲ-
3. ԱՆԵՑԱ ԱՌԱՔԵԼՈՑ ՍԲ ՈՒ-
4. ԽՏԻՍ ԻՄ ՀԱԼԱԼ + ԱՐԴԵ(Ա)Մ(Բ)Ք ՈՒ [ՄԻ]-
5. ԱԲԱՆՔՍ ԵՏՈՒՆ :Բ: ՊԱՏԱՐ-
6. ԱԳ Ի ՏԱՒՆԻ ՍԲ ԳՐԻԳՈՐ[Ի]
7. ԽԱՓԱՆԻՉՔՆ ԴԱՏԻՆ ՅԱՅ

#### Колокольня
Колокольня церкви представляет собой полуразрушенное здание квадратной планировки со сводчатой крышей, примыкающее к юго-западному углу крыльца. Столбы и арки сохранились. На юго-западной стене сохранились выгравированные надписи с посвящениями.

### Вторая церковь
Вторая церковь расположена к югу от главного входа в замок, рядом с восточной стеной. Это небольшое, вытянутое в плане квадратное, однонефное сводчатое здание базиликообразного типа с двойной крышей. Вход расположен через южную стену, ближе к юго-западной стороне. У церкви четыре небольших окна, два из которых находятся в западной стене, одно под другим. Здание церкви сооружено из крупного песчаника, крыша засыпана землёй. Церковь в удовлетворительном состоянии. В нескольких метрах к югу от неё находятся руины большого здания. Предполагается, что это была трапезная-кухня Апостольского монастыря. Ещё одно здание недалеко служило приёмной.

#### Крепость
Крепость Апостолов построена в восточной части села, параллельно оврагу, на плоской длинной вершине длинного скалистого утёса, возвышающегося над поселением с высокой позиции. Северный конец обрыва с невысоким и узким барабанным перешейком соединяет поселение и гору, обходя замок с севера. С этой стороны замок защищён высокой стеной с расположенными рядом сооружениями пирамидальной формы. Эта часть стены также заменяет собой северные стены главного храма и часовни. Западный поперечный фасад нависает над глубоким оврагом у подножия скалы. С этой стороны крепость совершенно неприступна. Острый южный край крепостной скалы, круто спускающийся с большой высоты, упирается в жилую часть. Восточный фасад крепости, самая легкодоступная и уязвимая его часть, выходит на длинную скалистую долину у подножия утёса, спускающегося с другой стороны горы.
Длина крепости составляет 135 метров, а ширина — 32 метра. У неё были толстые и крепкие стены, от которых сохранились части северо-западного угла с их четырьмя пирамидальными сооружениями. От остальных стен осталось совсем немного.
В крепости имеется три двери:
1. Первая дверь открывается из середины западной стены над ущельем, она очень маленькая. Эта дверь использовалась для поддержания связи с резиденцией в Цазе. Перед этой дверью изнутри видны остатки строения из тёсаного камня, квадратной планировки, похожей на крыльцо.
2. Вторая дверь среднего размера находится в не очень высокой стене, соединяющей углы двух больших зданий в юго-западной части крепости. Это не главная дверь стены, потому что в упомянутой стене перед этой дверью есть небольшой треугольный внешний дворик. Перед этой дверью в ограде была наружная дверь, которая сейчас не сохранилась из-за сноса ограды.
3. Третья по величине дверь, в середине восточной стены, ведёт в овраг. Место этой двери покрыто густо растущими деревьями и кустарниками.

#### Хачкар
Хачкар расположен на южной стороне главной церкви, рядом со стеной. Он установлен на постамент. Хачкар вырезан из красного туфа, нанесённые узоры имеют растительно-геометрические формы. Над крестом находится изображение Христа с ангелами по бокам.
На лицевой стороне хачкара, на наклонных поверхностях креста, по кругу, начиная с левой нижней стороны креста, нанесён в одну строку стих:
ՈՎ, ՔԱՌԱԹԵՒ ՍԲ ՊԱՆԾԱԼԻ, ՓՐԿԱԳՈՐԾՈՂ, ՄԱՐԳԿԱՆ ԱԶԳԻ, ՏԵՍԻԼ ՓԱՌԱ8 ԱՆՃԱՌԵԼԻ, ՅՈՐԺԱՄ ՓԱՅԼԵՍ ԸՆԳ ԱՄԲՍ ԵՐԿՆԻ, ԼԵՐ ՐԱՐԵԽԱՒՍ Տ[ԵԱՌ]Ն Յ[ԻՍՈԻՍ]Ի, ԿԱՐԱՊԵՏԻՆ՝ ՔՈ ԿԱՆԳՆՈՂԻՆ. ԱԼՄԿԱՆՆ՝ ԻԻՐ ԿԵՆԱԿՑԻՆ, ԵԻ ԶԱՒԱԿԱՑՆ ԳՈՎԵԼԻ, ՀԱՄԱՅՆ ԱԶԳԱՑՆ, ՈՐ Ի ԿԱՐԳԻ, ՔԱԻԻԶ ՄԵՂԱՑ ԼԵՐ ԱՄԵՆԻ։
Справа и слева от центральной части хачкара в одну горизонтальную линию находится следующая надпись:
ՍԲ ԽԱԶՍ ՍԲ ՍԲ ԽԱԶՍ ԱՒԵՏԵՑ[Ն] Է։
На лицевой стороне хачкара, над рукой Христа, на круглой раме, в один ряд нанесена следующая надпись:
ԵՍ ԵՄ ԼՈՅՍ ԸՆԴ ՀԱԻՐ ԲԱՐԱՐԵԼՈ ԱՆԸՍԿԸՍԲԱՆ։ ԿԱՐԱՊԵՏԻՆ ԼԵՐ ԱԻԳՆԱԿԱՆ

## Галерея
- Главная церковь монастыря Святых Апостолов (Сурб Аракелоц)
- Монастырь Святых Апостолов (Сурб Аракелоц), XIII век.
- Монастырь Святых Апостолов (Сурб Аракелоц), XIII век.
- Купол церкви изнутри
- Скиния монастыря